# Grand Prix Cycliste de Montréal 2012
Der Grand Prix Cycliste de Montréal 2012 war ein kanadisches Straßenradrennen. Das Eintagesrennen fand am Sonntag, den 9. September 2012, statt. Dieses Radrennen startete und endete in Montréal mit einer Länge von 205,7 km. Zudem gehörte es zur UCI WorldTour 2012 und war dort das 26. von 28 Rennen dieser Serie.
Es siegte der Norwege Lars Petter Nordhaug aus der britischen Mannschaft Sky vor dem Italiener Moreno Moser aus der italienischen Mannschaft Liquigas-Cannondale und dem Russen Alexander Kolobnew aus der russischen Mannschaft Katusha.
Für Lars Petter Nordhaug war es der erste Sieg beim Grand Prix Cycliste de Montréal. Er war zudem der erste norwegische Fahrer überhaupt, der den Grand Prix Cycliste de Montréal für sich entschied.

## Teilnehmende Mannschaften
Automatisch startberechtigt waren die 18 UCI ProTeams. Zusätzlich wurden drei UCI Professional Continental Teams eingeladen.
| ProTeams (18)- AG2R La Mondiale - Astana - BMC Racing Team - Euskaltel-Euskadi - FDJ-BigMat - Garmin-Sharp - Katusha Team - Lampre-ISD - Liquigas-Cannondale - Lotto-Belisol - Movistar Team - Omega Pharma-Quick Step - Orica-GreenEDGE - Rabobank - RadioShack-Nissan - Saxo Bank-Tinkoff Bank - Sky - Vacansoleil - DCM Professional Continental Teams (3)- Cofidis, le Crédit en Ligne - Team Europcar - SpiderTech-C10 |
| |

## Rennergebnis
| \| Gesamtwertung \| Gesamtwertung \| Gesamtwertung \| Gesamtwertung \| Gesamtwertung \| \| Fahrer \| Fahrer \| Land \| Team \| Zeit \| \| ------------- \| -------------------- \| ------------- \| ------------------- \| --------------- \| \| 1. \| Lars Petter Nordhaug \| Norwegen \| Team Sky \| 5 h 28 min 29 s \| \| 2. \| Moreno Moser \| Italien \| Liquigas-Cannondale \| + 2 s \| \| 3. \| Alexander Kolobnew \| Russland \| Katusha \| + 2 s \| \| 4. \| Simon Gerrans \| Australien \| Orica-GreenEDGE \| + 4 s \| \| 5. \| Edvald Boasson Hagen \| Norwegen \| Team Sky \| + 4 s \| \| 6. \| Bjorn Leukemans \| Belgien \| Vacansoleil-DCM \| + 4 s \| \| 7. \| Jürgen Roelandts \| Belgien \| Lotto-Belisol \| + 4 s \| \| 8. \| Rui Costa \| Portugal \| Movistar Team \| + 4 s \| \| 9. \| Luca Paolini \| Italien \| Katusha \| + 4 s \| \| 10. \| Tony Gallopin \| Frankreich \| RadioShack-Nissan \| + 4 s \| |                      |            |                     |                 |
| |                      |            |                     |                 |
| Quelle: ProCyclingStats |                      |            |                     |                 |
| Gesamtwertung |                      |            |                     |                 |
| Fahrer | Fahrer               | Land       | Team                | Zeit            |
| 1. | Lars Petter Nordhaug | Norwegen   | Team Sky            | 5 h 28 min 29 s |
| 2. | Moreno Moser         | Italien    | Liquigas-Cannondale | + 2 s           |
| 3. | Alexander Kolobnew   | Russland   | Katusha             | + 2 s           |
| 4. | Simon Gerrans        | Australien | Orica-GreenEDGE     | + 4 s           |
| 5. | Edvald Boasson Hagen | Norwegen   | Team Sky            | + 4 s           |
| 6. | Bjorn Leukemans      | Belgien    | Vacansoleil-DCM     | + 4 s           |
| 7. | Jürgen Roelandts     | Belgien    | Lotto-Belisol       | + 4 s           |
| 8. | Rui Costa            | Portugal   | Movistar Team       | + 4 s           |
| 9. | Luca Paolini         | Italien    | Katusha             | + 4 s           |
| 10. | Tony Gallopin        | Frankreich | RadioShack-Nissan   | + 4 s           |